# 比兹米内尔瓦
比兹米内尔瓦（法語：Bize-Minervois）是法国奥德省的一个市镇，位于该省东北部，属于纳博讷区。该市镇2009年时的人口为1,185人。

## 交通
奥德省省道D5线、D26线、D67线和D607线在境内交汇。

## 人口
比兹米内尔瓦人口变化图示
| 数据来源：INSEE |